# ヌワラ・エリヤ県
ヌワラ・エリヤ県（ヌワラ・エリヤけん、タミル語: நுவரேலியா மாவட்டம்、シンハラ語: නුවරඑළිය දිස්ත්‍රික්කය、英語: Nuwara Eliya District）は、スリランカ中央高地の中部州に属する県。面積は1,741km²。

## 地理
ヌワラ・エリヤ県はスリランカ内陸の中央高地上にあり、南北に並ぶ中部州3県の中で南側に位置する。北でキャンディ県、西でサバラガムワ州ケーガッラ県、南でラトゥナプラ県、東でウバ州バドゥッラ県と接する。県内にはスリランカ最高峰のピドゥルタラーガラ山が存在する。

### 主要な都市及び町
- ヌワラ・エリヤ - Municipal Council
- ハットン・ディコヤ（英語版） - Urban council
- リンダラ・タラワケレ（英語版） - Urban council

## 人口動態
2012年の国勢調査では総人口は706,588人で、そのうち53.2%を植民地時代に南インドから紅茶プランテーションの労働者として連れてこられたインド・タミルが占めている。スリランカの多数派民族シンハラ人は39.6%で、その他にスリランカ・タミルやスリランカ・ムーアといった民族が居住している。宗教もヒンドゥー教が51.1%を占めており、次いで仏教が39.1%、以下カトリックやイスラム教が続いている。

### 民族
| 民族               | 人口    | %     |
| ------------------ | ------- | ----- |
| インド・タミル     | 375,795 | 53.2% |
| シンハラ           | 279,784 | 39.6% |
| スリランカ・タミル | 31,867  | 4.5%  |
| スリランカ・ムーア | 17,422  | 2.5%  |
| バーガー           | 770     | 0.1%  |
| スリランカ・マレー | 492     | 0.1%  |
| その他             | 458     | 0.1%  |

### 宗教
| 宗教               | 人口    | %     |
| ------------------ | ------- | ----- |
| ヒンドゥー教       | 361,358 | 51.1% |
| 仏教               | 276,436 | 39.1% |
| カトリック         | 32,856  | 4.6%  |
| イスラム教         | 21,457  | 3.0%  |
| その他のキリスト教 | 14,007  | 2.0%  |
| その他             | 474     | 0.1%  |